# Kensley Reece
Alva Kensley Reece (* 26. Juni 1945) ist ein ehemaliger barbadischer Radsportler.

## Leben und sportliche Laufbahn
Kensley Reece nahm bei den Olympischen Sommerspielen 1968 im Bahnradsport im Zeitfahren sowie im Sprint teil. Außerdem startete er auch im Straßenrennen, konnte dieses jedoch nicht beenden.
Vier Jahre später nahm er in München zum zweiten Mal an Olympischen Spielen teil. Er startete erneut im Bahnradsprint sowie im Straßenrennen.